# Seattle
Seattle este cel mai mare oraș din regiunea numită Pacific Northwest a Statelor Unite ale Americii.  Seattle se găsește în partea de nord-vest a statului Washington, între Puget Sound și Lake Washington, la aproximativ 174 km (108 mile) de granița canadiano-americană în comitatul King, fiind reședința acestuia.

## Detalii
Seattle a fost fondat la 2 noiembrie 1851 de către Arthur A. Denny și echipajul acestuia, care a devenit ulterior cunoscut sub numele de Denny Party.  Inițial cunoscut sub numele de Duwamps, avea să fie renumit Seattle după Chief Noah Sealth, șeful celor două triburi ale nativilor americani care locuiau în zona aceea. "Seattle" este de fapt o transcriere anglizată a numelui de familie a șefului celor două triburi, Sealth.
La sfârșitul anului 2005 orașul avea o populație estimată de 573.911 și o populație a zonei metropolitane de circa 3,8 milioane locuitori. Seattle este punctul nodal al așa-numitei Greater Puget Sound region. Denumirea sa oficială de alint este Emerald City, rezultatul unui concurs desfășurat la începutul anilor 1980, menit a găsi un nume de alint al orașului care să fi plăcut de toți ; numele face aluzie la verdele minunat al copacilor din oraș și din împrjurimile acestuia. Seattle este de asemenea numit cu alte nume de alint cum ar fi Rainy City sau Rain City (Orașul ploios sau Orașul ploii), The Gateway to Alaska (Poarta spre Alaska), Queen City (Orașul Regină) sau chiar Jet City, datorită puternicei influențe locale a companiei aeriene Boeing.  Locuitorii orașului Seattle sunt cunoscuți ca Seattleites.
Seattle este considerat ca locul de naștere a muzicii grunge, și are o reputație de mare consumator de cafea. Cele mai mari companii de distribuție a cafelei fondate în Seattle sunt Starbucks, Seattle's Best Coffee, și Tully's. În afară de aceste companii, în Seattle există numeroase cafenele și firme independente de prăjit cafeaua. Seattle a fost gazda Conferinței ministeriale a Organizației Mondiale a Comerțului (World Trade Organisation, WTO) din 1999, marcată de demonstrații anti-globalizare. Cercetători din cadrul Central Connecticut State University au clasificat în 2005 Seattle ca orașul cu locuitorii cei mai culți.

## Demografie
Populația totală a orașului în 2010: 608,660
Structura rasială în conformitate cu recensământul din 2010:
- 69.5% Albi
- 7.9% Negri
- 0.8% Americani Nativi
- 13.8% Asiatici
- 0.4% Hawaieni Nativi sau locuitori ai Insulelor Pacificului
- 5.1% Două sau mai multe rase
- 2.5% Altă rasă
- 6.6% Hispanici sau Latino (de orice rasă)

## Personalități născute aici
- Robert Stroud (1890 - 1963), celebru deținut al Alcatraz;
- Alice Ball (1892 - 1916), chimist;
- Chester Carlson (1906 - 1968), fizician, inventator;
- Calvin S. Hall (1909 - 1985), psiholog;
- Constance Cummings (1910 - 2005), actriță;
- Gypsy Rose Lee (1911 - 1970), actriță;
- Mary Therese McCarthy (1912 - 1989), scriitoare, activistă;
- Minoru Yamasaki (1912 - 1986), arhitect;
- Frances Farmer (1913 - 1970), actriță;
- Crahan Denton (1914 - 1966), actor;
- Kevin McCarthy (1914 - 2010), actor;
- Ebba Haslund (1917 - 2009), scriitoare norvegiană;
- Gene Nelson (1920 - 1996), actor, regizor;
- Jack Turner (1920 - 2004), pilot de Formula 1;
- Carol Channing (1921 - 2019), actriță;
- Steven Hill (1922 - 2016), actor;
- Kerwin Mathews (1926 - 2007), actor;
- Richard F. Gordon Jr. (1929 - 2017), ofițer, astronaut NASA;
- William Bolcom (n. 1938), compozitor;
- Al Strobel (1939 - 2022), actor;
- John Hopcroft (n. 1939), informatician;
- Judy Collins (n. 1939), chitaristă;
- David Baker (n. 1962), biochimist, Premiul Nobel pentru Chimie;
- Mark Arm (n. 1962), muzician.